# Lynne Murray
Lynne Murray – brytyjska psycholog, specjalizująca się w psychologii rozwoju człowieka.

## Badanie na niemowlętach
Jednym z najbardziej doniosłych badań przeprowadzonych przez Lynne Murray był eksperyment wykonany wspólnie z Colwynem Trevarthenem w którym interakcje pomiędzy ośmiotygodniowymi niemowlętami i ich matkami odbywały się za pośrednictwem kamer i monitorów telewizyjnych. Wykazano, że już niemowlęta na tak wczesnym etapie rozwoju potrafią odróżnić rzeczywistą interakcję z matką (odbywającą się poprzez sprzęt elektroniczny) od interakcji pozornej (czyli puszczanego im nagrania video w którym matka odzywa się do dziecka). Doniosłość tego badania polega na przedstawieniu dowodów na rzecz tezy, zgodnie z którą już kilkutygodniowe dzieci są aktywnymi podmiotami komunikacji.

## Ważniejsze dzieła
- Psychologia małego dziecka. Jak relacje społeczne wspierają rozwój dziecka w pierwszych dwóch latach życia